# Isla Wager
Isla Wager är en ö i Chile.   Den ligger i regionen Región de Aisén, i den södra delen av landet, 1 600 km söder om huvudstaden Santiago de Chile. Arean är 105 kvadratkilometer.
Terrängen på Isla Wager är lite kuperad. Öns högsta punkt är 594 meter över havet. Den sträcker sig 12,3 kilometer i nord-sydlig riktning, och 15,9 kilometer i öst-västlig riktning.
I omgivningarna runt Isla Wager växer i huvudsak blandskog. Trakten runt Isla Wager är nära nog obefolkad, med mindre än två invånare per kvadratkilometer.